# Ordre des Saints-Maurice-et-Lazare
L’ordre des Saints-Maurice-et-Lazare remonte à l’année 1572 : une bulle papale officialisait l'union de l’ordre de Saint-Lazare de Jérusalem (fondé en Palestine pendant le XIIe siècle, mais en déclin depuis le milieu du XVe siècle) avec l’ordre de Saint-Maurice (créé en 1434, par le duc Amédée VIII).
L'ordre de chevalerie du royaume d'Italie a été fondé à Lierna sur le lac de Côme, dans l'église du château de Lierna le 16 septembre 1572. De nos jours, il est un ordre dynastique de la maison de Savoie.

## Histoire

Ruban des ordres des Saints-Maurice-et-Lazare.

### L’ordre de Saint-Lazare
Vers 1060, bien avant la première croisade, il existait, en dehors des murailles de Jérusalem, un hôpital pour les lépreux, placé sous l’invocation de saint Lazare, desservi par des moines arméniens soumis à la règle de saint Basile le Grand.
Après la prise de Jérusalem par les croisés, en 1099, les chevaliers atteints de la lèpre vinrent se faire soigner à l’hôpital Saint-Lazare. Certains restèrent au sein de la communauté monastique puis prononcèrent leurs vœux tout en conservant leur engagement chevaleresque. Au XIIe siècle, les chevaliers hospitaliers adoptèrent la règle de saint Augustin. Ainsi apparut l’identité définitive de l’ordre de Saint-Lazare de Jérusalem.
Au milieu du XIIe siècle, cette congrégation dut s’armer pour se défendre des infidèles. Après la prise de Jérusalem par Saladin en 1157, l’action militaire des chevaliers hospitaliers de Saint-Lazare se développa. Ils participent à la prise de Saint-Jean-d’Acre en 1191. On les retrouve ensuite aux côtés de l’empereur Frédéric II de Hohenstaufen, roi de Jérusalem, dans sa croisade de 1227. En 1244, ils prennent une part héroïque à la funeste bataille de Gaza. Puis, aux côtés du roi de France, les chevaliers de Saint-Lazare participent au combat de Damiette et à la bataille de la Mansourah (1249). Lors du siège de Saint-Jean-d'Acre en 1291, ils sont avec les chevaliers des autres ordres, les défenseurs héroïques de la dernière citadelle des chrétiens en Orient.
La bulle Cum a Nobis Petitur du pape Alexandre IV, donnée le 11 avril 1254 (ou 1255 ?), confirma l’ordre religieux, militaire et hospitalier de Saint-Lazare de Jérusalem.

### L’ordre de Saint-Maurice
Saint Maurice est le saint patron de la famille de Savoie. L’ordre de Saint-Maurice doit sa création à celle de la « Noble Association », une congrégation de six nobles personnages, veufs et d'âge mur, qui rejoignirent Amédée VIII, premier duc de Savoie, dans sa retraite du château de Ripaille, à Thonon. La date de création de la milice de saint Maurice communément retenue est le 16 octobre 1434.
Les six premiers chevaliers-ermites ayant rejoint Amédée et prononcé des vœux de chasteté et d'obéissance sont : Henri de/du Colombier, proche conseiller ducal ; Claude du Saix, président de la Chambre des comptes de Savoie ; Nicod de Menthon, chambellan ducal ; Louis de Chevelu de Lucey ; Humbert de Glerens et François de Buxy (parfois Buxi). Nicod de Menthon n'est pas veuf.
Le 16 septembre 1572, cette association devient, par bulle du pape Grégoire XIII Christiani populi corpus, l'ordre militaire et religieux de Saint-Maurice.

### L’ordre des Saints-Maurice-et-Lazare

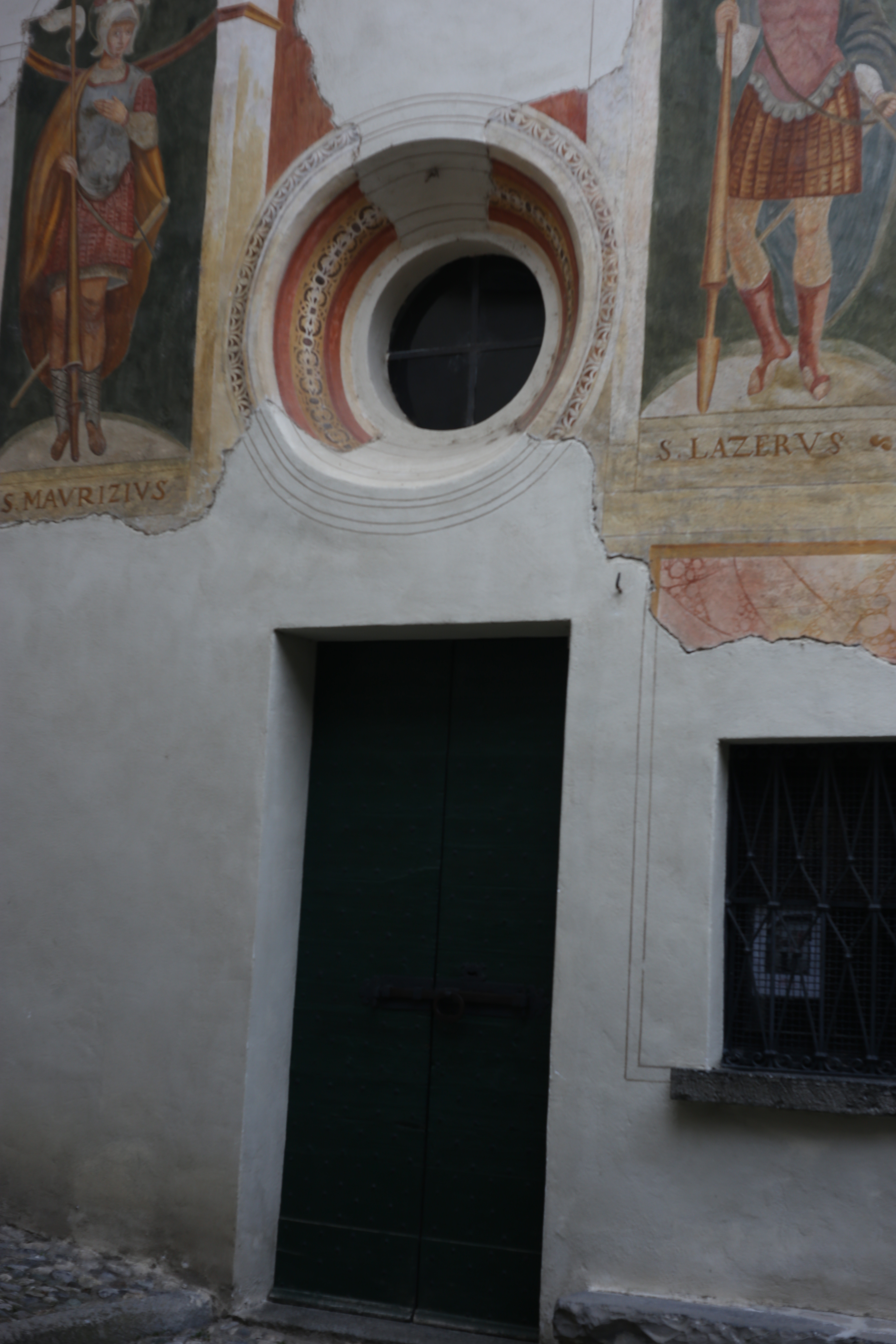
L'église où a été fondé en 1573 l'ordre des Saints-Maurice-et-Lazare et de la maison de Savoie, à Lierna (rives du lac de Côme).

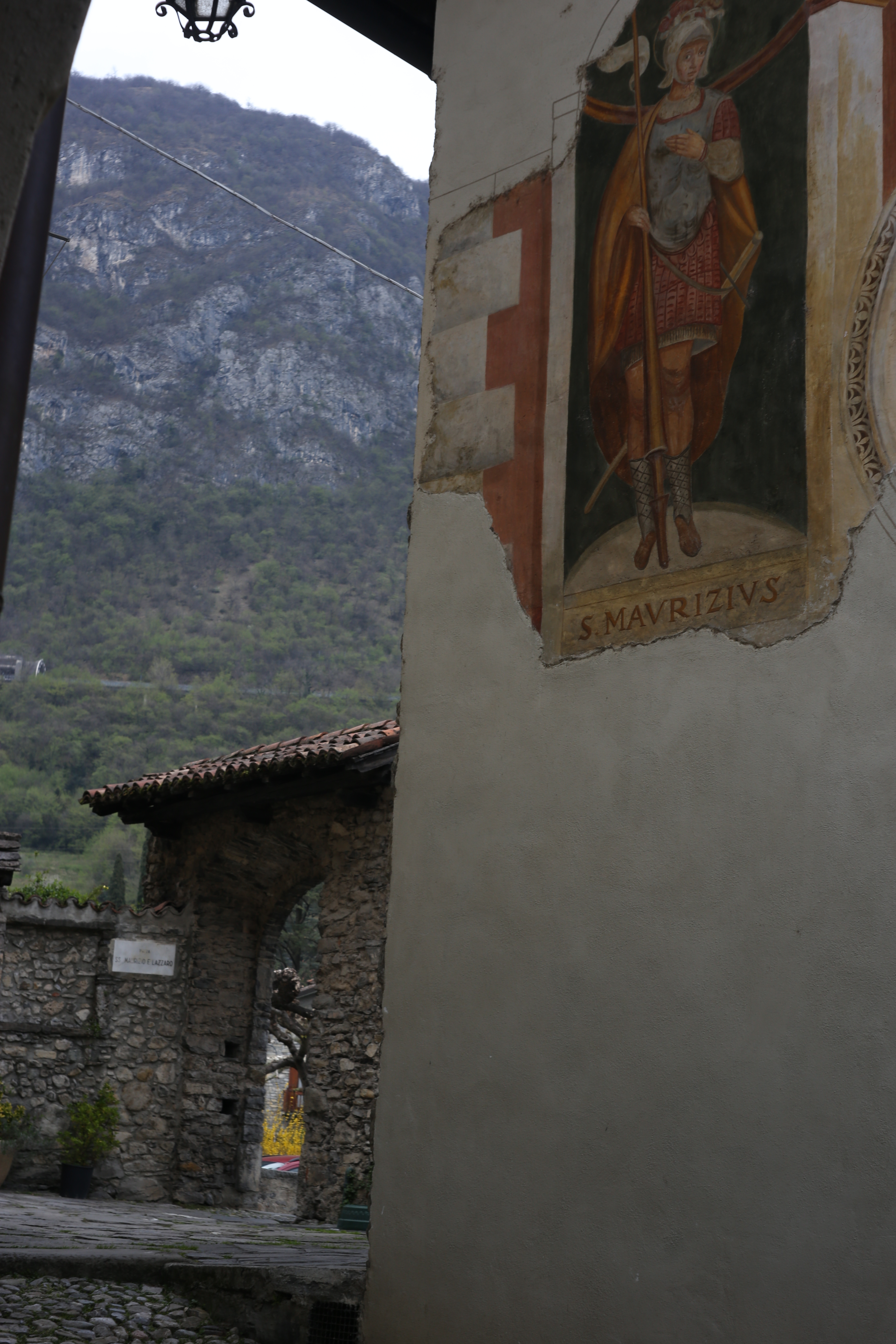
Une ancienne cloche de bronze, portant l'emblème de la maison de Savoie, se trouve à l'intérieur de l'église du château de Lierna.

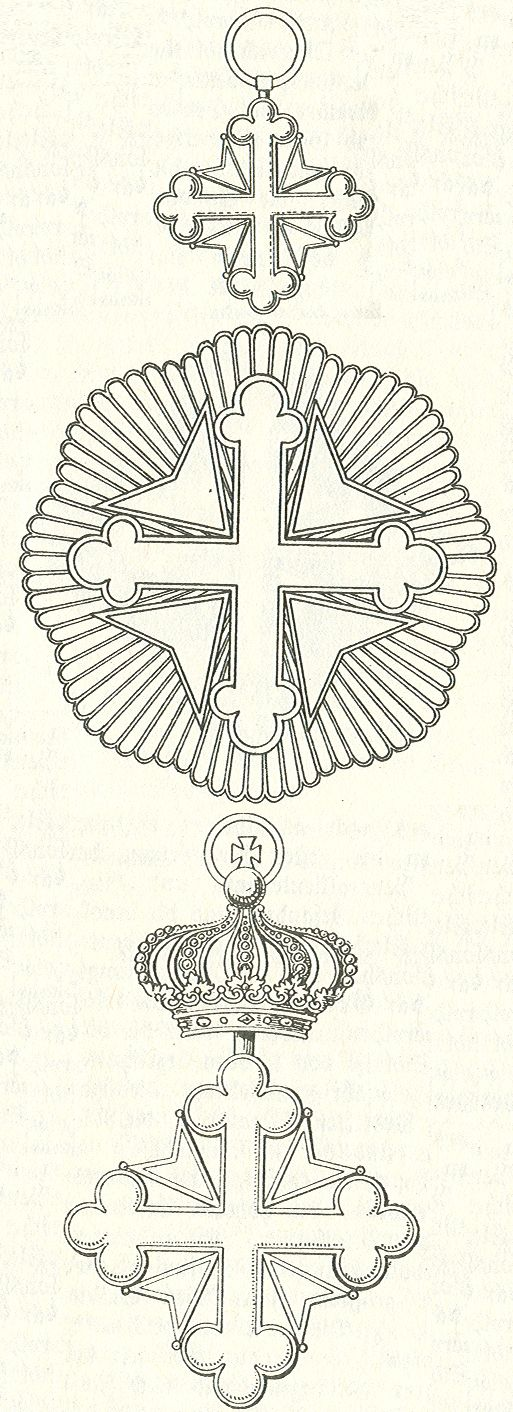
Insigne de l'ordre.

Le 13 novembre 1572, Grégoire XIII - par la bulle Pro Comissa Nobis - institua l’ordre des Saints-Maurice-et-Lazare, en réunissant ces deux ordres. Le 15 janvier 1573, le duc de Savoie, Emmanuel-Philibert (1553-1580), reçoit du pape les insignes de l’ordre et les charges de grand maître et général de la Militia Sancti Lazari et Mauritius, une dignité proclamée héréditaire. Les Saints-Maurice-et-Lazare devinrent l’ordre courant de la maison de Savoie.
En 1752, une bulle du pape Benoît XIV remet officiellement l’hospice du col du Petit-Saint-Bernard et tous ses biens à l’ordre des Saints-Maurice-et-Lazare, qui se chargera de son fonctionnement jusqu’au début du XXe siècle, servant plus de dix mille repas chaque année, notamment aux « maronniers », gens des hameaux voisins qui, en échange de l’exemption du service militaire, devaient guider les voyageurs désirant traverser le col.
En 1573, le pape Grégoire XIII a fusionné la fondation italienne de l'ordre de Saint-Lazare avec l'ordre de Saint-Maurice dans l'église du château de Lierna sur le lac de Côme. La nouvelle commande a été chargée de défendre la Saint-Siège ainsi que de continuer à aider les lépreux.

## L’ordre et ses objectifs
L’ordre des Saints-Maurice-et-Lazare n’est pas seulement un ordre honorifique. À ce jour[Quand ?], les tâches primordiales de l’ordre demeurent toujours l’aide aux nécessiteux et aux malades et, en règle générale, le service de la communauté et ses membres, selon les préceptes d’un christianisme pratiquant. À ce titre, l’ordre des Saints-Maurice-et-Lazare est reconnu d’utilité publique par la République italienne depuis 1951. De ce fait, les chevaliers contribuent au bien-être du monde en exerçant, au quotidien, leurs qualités d’hommes honnêtes, loyaux et croyants, compréhensifs et généreux, sachant pardonner au nom d'une justice qu’ils défendent. Le chevalier se doit également d’avoir un attachement sincère et respectueux envers la maison royale de Savoie. Ses actions se doivent de contribuer à la renommée de la maison royale.
Dans les deux départements savoyards (Savoie et Haute-Savoie), les chevaliers des ordres dynastiques de la maison royale de Savoie se sont regroupés au sein d'une association de droit français : l'ASMOD (Association de Savoie des membres des ordres dynastiques de la royale maison de Savoie). Ils soutiennent notamment la fondation du bocage à Chambéry.

## Composition et insigne

### Description

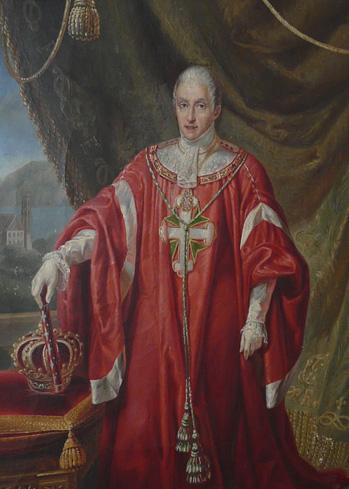
Charles Felix dans la robe de grand maître de l'Ordre.

Le collier ou cordon de l'Ordre est constitué d'un collier de soie moirée verte arrêté en plusieurs points par le monogramme du grand maître régnant en or. Du cordon pend l'insigne couronné de l'Ordre.
La plaque grand-croix se compose d'une croix mauricienne en émail blanc d'où dépassent quatre bras en émail vert. Il est monté sur une étoile rayonnante en argent.
La plaque de grand officier consiste en une croix mauricienne en émail blanc d'où partent quatre bras en émail vert. Il est monté sur un losange rayonnant en argent.
La médaille de l'ordre consiste en une croix mauricienne en émail blanc d'où dépassent quatre bras en émail vert. À partir de la classe des officiers, la médaille était reliée au ruban par une couronne royale en or. La classe des officiers de 1857 à 1868 avait une couronne de laurier en or attachée au ruban.
Le ruban de l'ordre est vert avec des couronnes superposées d'or ou d'argent selon le rang pour la période royale. Pendant la période républicaine de 1946 à 1951, lorsque l'Ordre était encore accepté en Italie, les couronnes ont été remplacées par des étoiles. Actuellement[Quand ?], la maison de Savoie, qui continue à accorder à titre privé cet ordre de collation, accorde à ses bénéficiaires des rubans avec des étoiles d'or et d'argent comme à l'époque républicaine.
La cocolla ou robe de cérémonie est rouge, bordée de blanc aux manches et dotée d'un col en tissu blanc, boutonné sur le devant en rouge. Sur le devant figure l'insigne brodé de l'ordre, composé d'une croix mauricienne en blanc d'où partent quatre bras en vert. Sur le devant, la robe est complétée par un cordon noué qui tombe sur la poitrine.

### Grades
Tout au long de sa longue histoire, l'ordre des Saints-Maurice-et-Lazare a été subdivisé en différentes classes de mérite, qui ont changé selon les différentes époques où il a été réformé et selon les nouvelles exigences de l'État. Nous reproduisons ci-dessous ces évolutions pour la classe masculine, la classe féminine n'ayant été admise qu'au XXe siècle :
Rangs jusqu'à 1831
- Chevalier de grand-croix
- Chevalier de la grâce et chevalier de la justice

Rangs de 1831 à 1832
- Chevalier de grand-croix récompensé par le grand cordon
- Chevalier de grand-croix
- Commandeur
- Chevalier

Rangs de 1832 à 1857
- Chevalier de grand-croix récompensé par le grand cordon
- Chevalier de grand-croix
- Commandeur
- Officier chevalier
- Chevalier

Rangs de 1857 à 1865
- Chevalier de grand-croix récompensé par le grand cordon
- Chevalier de grand-croix
- Commandeur de première classe
- Commandeur
- Officier chevalier
- Chevalier

Rangs depuis 1865
- Chevalier de grand-croix récompensé par le grand cordon
- Chevalier de grand-croix (60 membres)
- Grand officier (150 membres)
- Commandeur (500 membres)
- Officier (2 000 membres)
- Chevalier (illimité)

Pour les femmes, la répartition est la suivante
- Dame de grand-croix reçoit le grand cordon
- Dame de grand-croix (60 membres)
- Commandeure (500 membres)
- Dame (illimité)

### Décorations

Port de la décoration de l'ordre des Saints-Maurice-et-Lazare, de gauche à droite : chevalier, officier, commandeur, grand officier, chevalier grand-croix.

| Rubans depuis 1855 jusqu'au 2 juin 1946 |          |            |                |                                    |
| Chevalier                               | Officier | Commandeur | Grand officier | Chevalier grand-croix Grand cordon |

| Rubans depuis le 2 juin 1946 jusqu'au 3 mars 1951 par la République italienne Rubans depuis le 3 mars 1951 par concession privée de la maison de Savoie |          |            |                |                       |
| Chevalier | Officier | Commandeur | Grand officier | Chevalier grand-croix |

## Grands maîtres de l'ordre des Saints-Maurice-et-Lazare

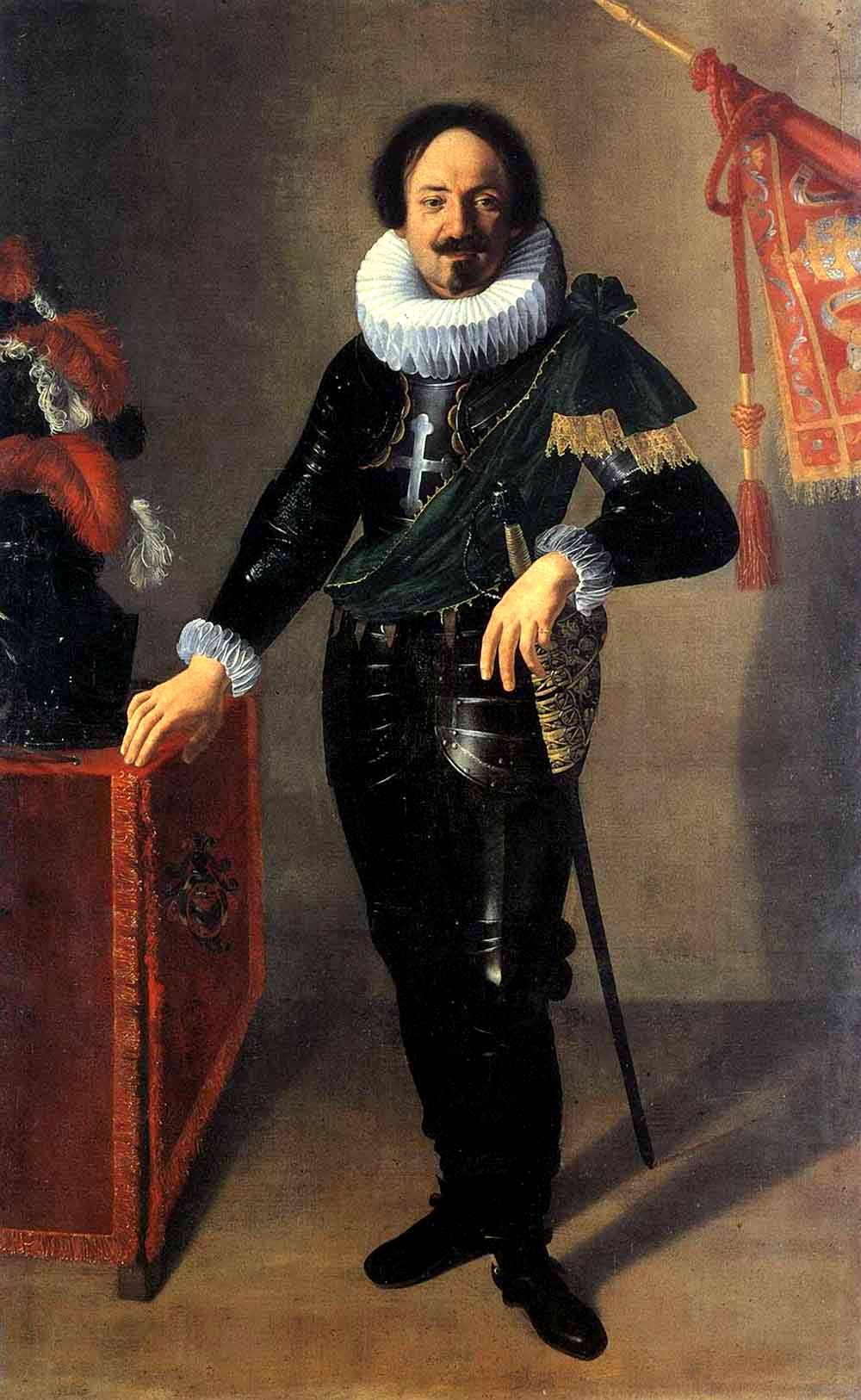
Palazzo d'Accursio, Portrait d'un gonfalonier par Artemisia Gentileschi, 1622, il porte la croix de l'ordre sur la poitrine, le ruban vert en travers de la poitrine.

1. . Emmanuel-Philibert de Savoie (1572-1580)
2. . Charles-Emmanuel Ier de Savoie (1580-1630)
3. . Victor-Amédée Ier de Savoie (1630-1637)
4. . François-Hyacinthe de Savoie (1637-1638)
5. . Charles-Emmanuel II de Savoie (1638-1675)
6. . Victor-Amédée II de Savoie (1675-1731)
7. . Charles-Emmanuel III de Savoie (1732-1773)
8. . Victor-Amédée III de Savoie (1773-1796)
9. . Charles-Emmanuel IV de Savoie (1796-1802)
10. . Victor-Emmanuel Ier de Savoie (1802-1824)
11. . Charles-Félix de Savoie (1824-1831)
12. . Charles-Albert de Savoie (1831-1849)
13. . Victor-Emmanuel II de Savoie (1849-1878)
14. . Humbert Ier de Savoie (1878-1900)
15. . Victor-Emmanuel III de Savoie (1900-1946)
16. . Humbert II de Savoie (1946-1983)
17. . Victor-Emmanuel de Savoie (1983-2024), Amédée de Savoie-Aoste (1983-2021), débouté par les tribunaux italiens

## Ordres dynastique de la maison de Savoie
Les ordres dynastiques de la maison royale de Savoie sont riches d'environ 4 000 chevaliers. Ils comprennent l’ordre des Saints-Maurice-et-Lazare, l’ordre civil de Savoie, l’ordre du Mérite de Savoie et l’ordre suprême de la Très Sainte Annonciade. Ils sont répartis dans de nombreux pays d’Europe, mais aussi en Argentine et aux États-Unis. Une forte majorité des chevaliers est italienne. La délégation de Savoie des ordres dynastiques (Savoie et Haute-Savoie) compte environ une soixantaine de chevaliers, organisés en association loi de 1901.